# I nomi di Fossoli 1942-1944
I nomi di Fossoli 1942-1944 è una base dati consultabile on line curata dalla Fondazione Fossoli contenente l’anagrafe delle persone perseguitate, internate o deportate nei campi di concentramento, che sono transitate dal campo di Fossoli durante la seconda guerra mondiale.

## Il Campo di Fossoli
Costruito nel 1942 come prigione per militari nemici, nel dicembre 1943 venne trasformato in campo di concentramento per ebrei, politici e lavoratori coatti e dal marzo 1944 fu utilizzato dalle SS come anticamera verso i lager nazisti. Tra il 1945 e il 1947 ebbe la funzione di centro di raccolta per profughi stranieri. Fu successivamente adibito a funzioni diverse e oggi fa parte della Fondazione ex-campo Fossoli con sede a Carpi.

## Caratteristiche
Nella banca dati è possibile ricercare dati ed informazioni anagrafiche delle circa 5000 persone transitate nel campo. Digitando nome e cognome della persona transitata, si ottengono data, luogo di nascita e di morte, il motivo per cui è stato internata, e nel caso, se è stata liberata. Della ricerca negli archivi e della raccolta dei dati in Italia, Germania e Svizzera, iniziata nel 2008 e terminata nel 2016, si sono occupati ricercatori italiani.
La messa a disposizione delle informazioni  ha riattivato l’interesse di tanti familiari e cittadini coinvolti, a vario titolo, nelle vicende del Campo di Fossoli. È stata così creata la funzione del data base denominata “lascia un nome” con la quale si possono inviare ai curatori informazioni su internati non ancora presenti negli elenchi o integrarne le vicende.